# Debschwitz
Debschwitz ist ein Stadtteil von Gera.

## Lage
Der Ort liegt südwestlich des Stadtzentrum innerhalb der geschlossenen städtischen Bebauung und wird im Osten von der Weißen Elster, im Westen vom Geraer Stadtwald begrenzt. Am Nordrand von Debschwitz, am Übergang zu Heinrichsgrün, verläuft die Bundesstraße 2; südlich schließt sich Lusan an.

## Geschichte
Debschwitz wurde 1363 als Tuschwicz und 1532 als Dobschitz erstmals erwähnt. Mit der Industrialisierung wuchs der südwestlich der Stadt Gera gelegene Vorort schnell an. Am 1. April 1912 wurde Debschwitz nach Gera eingemeindet; zu dieser Zeit war es mit über 7.500 Einwohnern bereits eine der größten Gemeinden des Fürstentums Reuß jüngere Linie.

## Politik
Debschwitz hat seit 2021 eine Ortsteilverfassung. Zum Ortsteilbürgermeister wurde am 10. Oktober 2021 René Jung (SPD) gewählt. Er bildet zusammen mit 10 weiteren Mitgliedern den Ortsteilrat.

## Verkehr

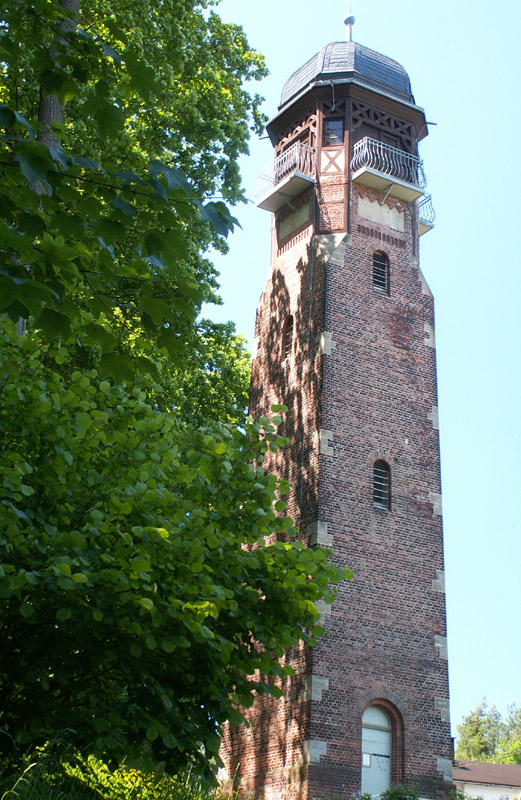
Fuchsturm (Kaiser-Wilhelm-Turm) oberhalb von Debschwitz

Die Linie 3 der Geraer Straßenbahn durchquert Debschwitz von Nord nach Süd durch die Wiesestraße. Am Nordrand von Debschwitz verläuft die Bundesstraße 2 (Straße des Friedens), am Ostrand, entlang der Weißen Elster, die Bundesstraße 92 (Elsterdamm/Vogtlandstraße).

## Sehenswürdigkeiten
Im Nordwesten von Debschwitz liegen der Tierpark Gera und der Dahliengarten. Am Westrand des Stadtteils erhebt sich auf dem Fuchsberg über der Talsohle der 1901 errichtete 30 m hohe Fuchsturm, ein Aussichtsturm, der bis 1930 und dann wieder von 1933 bis 1945 Kaiser-Wilhelm-Turm genannt wurde.

## Persönlichkeiten
- Karl Pfarre (1817–1879), Essigfabrikant und Politiker, Bürgermeister von Debschwitz seit 1864
- Adolf von Seckendorff (1857–1941), General der Infanterie
- Hans Hampe (1892–1941), Schauspieldirektor und Theaterregisseur
- Herbert Ketscher (1903–1962), Gewerkschafter und Politiker (KPD/SED)
- Rudolf Scheffel (1901–1943), Widerstandskämpfer gegen den Nationalsozialismus (KJVD/KPD)